# Ivan V. Lalić
Ivan V. Lalić (ur. 8 czerwca 1931 w Belgradzie, zm. 28 lipca 1996 tamże) – serbski poeta, jeden z najwybitniejszych liryków w Jugosławii. Urodził się w Belgradzie. Jego ojciec, Vlajko był dziennikarzem, natomiast dziadek, Isidor Bajić, cenionym kompozytorem. Ukończył prawo na Uniwersytecie w Zagrzebiu w Chorwacji. Pracował jako redaktor w wydawnictwie Nolit. Zadebiutował w 1951 przekładem Statku pijanego Arthura Rimbauda. Przekład poetycki był odtąd ważną częścią jego twórczości. Tłumaczył lirykę francuską, angielską i niemiecką. Jako poeta oryginalny był uważany za neoklasycystę.
W Polsce ukazał się w 1977 nakładem Wydawnictwa Literackiego tomik O dziełach miłości albo Bizancjum w tłumaczeniu Joanny Salamon.